# Pavao Ritter Vitezović

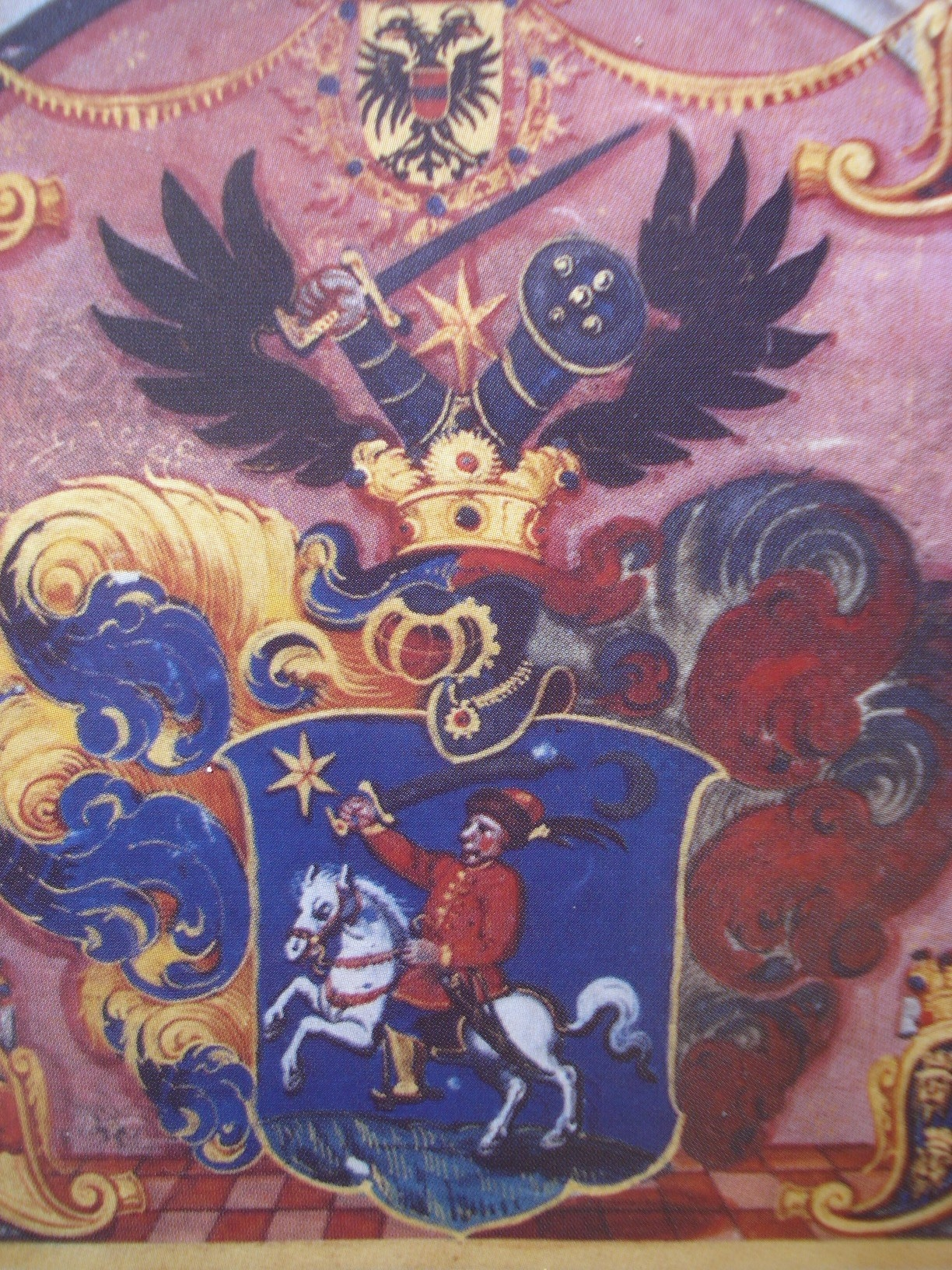
A Vitezović-címer

Pavao Ritter Vitezović (Zengg, 1652. január 7. – Bécs, 1713. január 20.) horvát író, történetíró. Tulajdonképpeni neve Paul Ritter, akit Vitezovicsnek neveztek, mely a Ritter név horvát "fordítása".

## Élete
Egy végvári katona családjába született. Apja elzászi német származású volt. Belgiumban nevelkedett. Az első hat osztályt a zágrábi jezsuita gimnáziumban végezte, majd Rómában, az Illír Kollégiumban tanult. Itt találkozott Ivan Lučić-csal. Ezt követően a Litija melletti Wagensberg (Bogenšperk) várába került, Krajna tartományba, ahol Valvasor hatására tanulmányozni kezdte a horvát történelmet és geográfiát. Itt ismerkedett meg a német nyelvvel, a könyvnyomtatással és a metszetkészítéssel.
Felismerte, hogy mennyire fontos a szerepe a családi büszkeségnek. Ezért heraldikával kezdett foglalkozni, családfákat állított össze etimológiás és költött alapon, valamint dicsőítő költeményeket írt. Ezzel nagy népszerűségre tett szert. 1677-ben értekezést írt a  Gusić családról, melyet 1681-ben adott ki. Ugyanezen évben több verset is írt  Aleksandar Mikulić, zágrábi kanonok számára. Tekintélye annyira megnövekedett, hogy Zengg városa őt választotta követnek az 1681-es soproni országgyűlésre. Sikerült elérnie, a zenggi ősi városi kiváltságok megerősítését, mely védelmet jelentett Herberstein kapitány, a vidék parancsnoka ellen, aki terrorizálta a polgárokat. A következő két évben városa követe volt a bécsi udvarban, ahol különösen népszerű lett a császárt és minisztereit dicsérő dicshimnuszaival, anagrammáival és elnyerte gróf Kollinich László püspök jóindulatát is.
A törökellenes harcokban Erdődy Miklós bán parancsnoksága alatt  Međimurje várában szolgált. Az 1683-as felszabadító háború kezdetekor részt vett Lendva és Szigetvár ostromában, melyet költeményben is megörökített. A háború után Erdődy Miklós udvarának tisztje lett, ahol találkozott Zrínyi Ádámmal, Zrínyi Miklós fiával is.  1687-ben, I. József soproni koronázásán aranysarkantyús lovaggá ütötték. 1691-ben megválasztották Lika és Korbávia vármegye alispánjának, királyi tanácsos és báró lett. A horvát sabor kinevezte a birodalmi bizottság tagjává, melynek feladata a határok megállapítása volt Velencével és Törökországgal szemben. Minden igyekezete ellenére a határokat a horvát érdekekkel szemben vonták meg, ami nagyon kiábrándította.
A bécsi és a pozsonyi birodalmi, illetve magyar országgyűléseken sok horvát személyiséggel találkozott. Arra vágyott, hogy Zágrábban telepedhessen le. Barátját, a zágrábi püspökké kinevezett Aleksandar Mikulićet rávette az elhagyatott püspöki nyomda üzembe helyezésére. Hamarosan kalendáriumokat és röpiratokat kezdett nyomtatni, majd 1694-ben a horvát sabor kinevezte a nyomda vezetőjévé. Bécsbe utazott, ahol megvásárolt egy új könyvnyomdát, melyet Valvasorhoz hasonlóan „Múzeum”-nak nevezett. Itt latin és horvát műveket adott ki.
I. Lipót idején megbízást kapott levéltári kutatások folytatására a magyar korona történelmi jogainak igazolására az illír tartományok fölötti uralom tekintetében. Szerencsecsillaga azonban ugyanolyan gyorsan lehanyatlott, mint ahogyan felemelkedett. 1705-ben meghalt pártfogója, I. Lipót császár. Horvátországi házát és birtokait el kellett adnia és üldözői elől Bécsben keresett menedéket, majd itt is halt meg.
Műveihez szorgalmasan gyűjtötte a forrásokat, ezt azonban inkább személyes érdekből tette. A horvát nyelv előmozdítására törekedett. Értékes heraldikai és archontológiai munkásságot fejtett ki. Cronologia banorum (1710) című kéziratáról Ljudevit Gaj tett említést a Danica ilirska 1863. évfolyamában. Ez a magyarországi archontológia első jelentős műve. A tisztségviselők kronológiája mellett életrajzi, működési és heraldikai leírásokat is tartalmaz.

## Művei
- Apographum ex Joanne Lucio (1681)
- Nova Musa (1683)
- Oddilenye Szigetsko (Bécs, 1684; 2. kiad. uo. 1658, 3. kiad. Zrínyi Miklós életrajzával Monjes professzortól Zágráb 1836)
- Anagrammaton liber primus (1687)
- Kalendarium aliti misečnik hervatski za leto 1695 (Zágárb, 1695), Ljubmir Zelenlugović álnév alatt
- Kronika aliti szpomen vszega szvieta vikov  (Zágráb, 1696; 2. kiad. uo. 1744; 3. kiad. uo. 1762)
- Germania laureata, sive pars laurus auxiliatoribus Ungariae sacro Romano-Germanico imperio : regnis et collateralibus, nec non ditionibus ac locis ejus praecipuis nuncupata (Zágráb, 1698)
- Fata et Vota sive Opera Anagrammaton (Zágráb, 1698)
- Croatia rediviva regnante Leopoldo Magno Caesare deducta (Zágráb, 1700), egy nagyobb munka bevezetője, mely csak a Széchényi Könyvtár katalógusában szerepel kéziratként.
- Stemmatographia sive Armorum Illyricorum delineatio descriptio et restitutio. Cum icon. (s. 1. eta. 4°.) [Bécs, 1701]
- Stemmatographiae Illyricanae liber I. Editio nova auctior (Zagrabiae 1702)
- Plorantis Croatiae Secula duo carmine descripta (Zagrabiae 1703)
- Priričnik aliti razliko mudrosti cvitje (Zágráb, 1703)
- Natales Divo Ladislavo regi Slavoniae apostolo restituti, 1704
- Offuciae Joannis Lucii, De regno Dalmatiae et Croatiae, refutatae (kézirat)
- Banologia sive de Banatu Croatiae cum continua banorum chronologia. Opera Pauli Ritter 1710. (kézirat. 69 folio, ebből a 33-tól kezdődően Chronologia banorum) Zágráb, Nacionalne i Sveucilisme Biblioteka, Otdel Rukopisom (Kézirattár), R 3455
- Serbiae illustratae libri octo (kézirat)
- Lexicon latino-illyricum (kézirat)
- Austria pullata, losepho I. IMperatorI arChIDUCI parentans (Zágráb, 1711)
- Ungaria pullata ad manes Josephi I. regis sui occinens etc. (s. l. 1711, 4°.)
- Bosna captiva, sive Regnum et interitus Stephani ultimi Bosniae regis (anno 1463, cum Glossario)“ (Tyrnaviae [Nagyszombat] 1712)
- Lado horvacki iliti Sibilla zverka mnejia … (1. kiad.; 2. kiad. Zágráb 1783; 3. kiad. uo. 1801; 4. kiad. uo. 1837)